# آلوارو تخرو

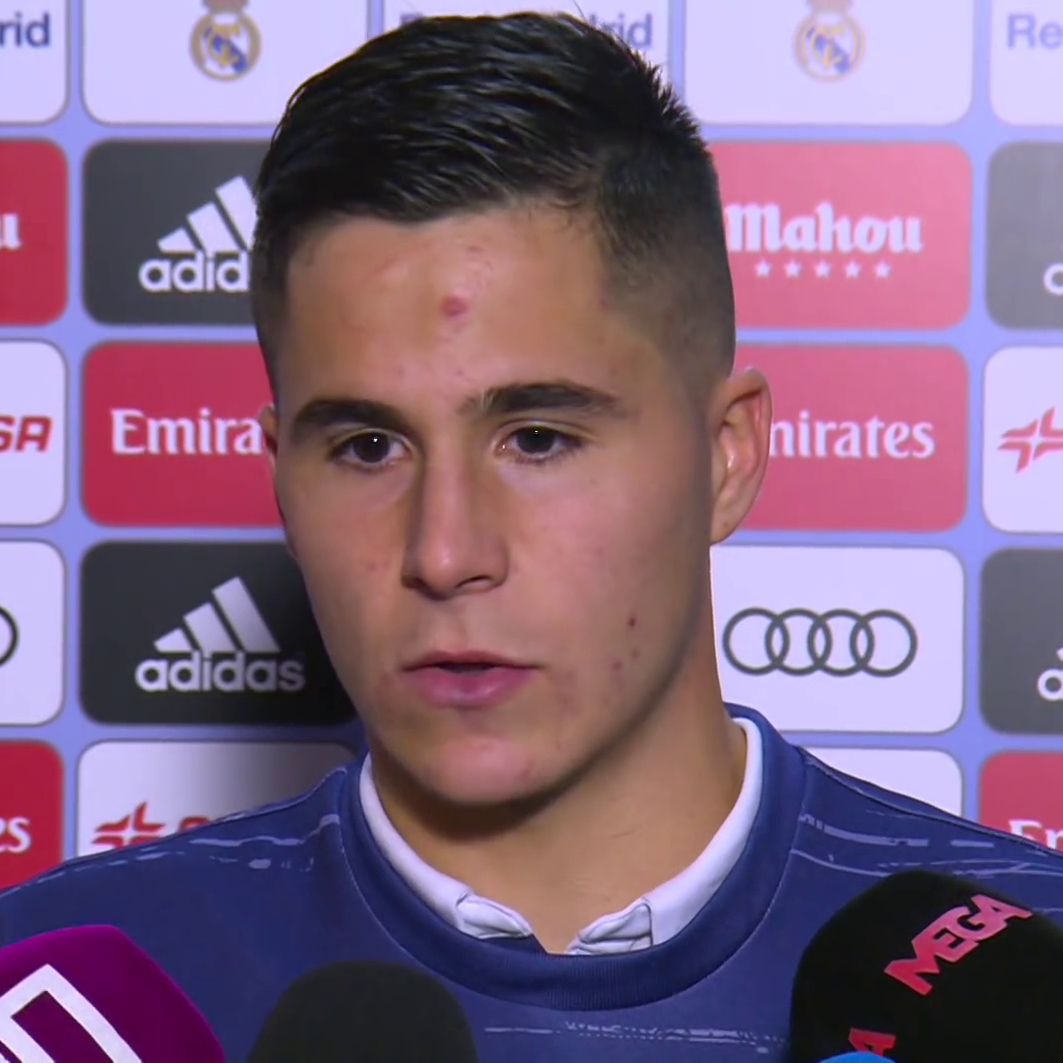
آلوارو تخرو در حال مصاحبه

آلوارو تخرو (اسپانیایی: Álvaro Tejero‎؛ زادهٔ ۲۰ ژوئیهٔ ۱۹۹۶) بازیکن فوتبال اهل اسپانیا است.
از باشگاه‌هایی که در آن بازی کرده‌است می‌توان به باشگاه فوتبال رئال مادرید کاستیا، باشگاه فوتبال رئال مادرید، باشگاه فوتبال ایبار، و باشگاه فوتبال رئال مادرید سی اشاره کرد.

## عملکرد باشگاهی
تخرو نخستین بازی خود در لالیگا را در تاریخ ۲۶ آوریل ۲۰۱۷ در یک بازی خانگی برابر دپورتیوو لاکرونیا انجام داد که به جای رافائل واران به بازی آمد؛ این بازی با نتیجه ۶–۲ به سود رئال مادرید پایان یافت.